# Morocco Tennis Tour - Casablanca II
Il Morocco Tennis Tour - Casablanca II è stato un torneo professionistico maschile di tennis che faceva parte dell'ATP Challenger Tour. Si sono giocate le due sole edizioni del 2015 e 2016 su campi in terra rossa a Casablanca, in Marocco.
Tra il 2007 e il 2015 si era giocato a Casablanca anche il Morocco Tennis Tour - Casablanca, torneo che faceva parte del circuito Challenger maschile e  e dell'ITF Women's Circuit.

## Albo d'oro

### Singolare
| Anno | Campione       | Finalista               | Punteggio     |
| ---- | -------------- | ----------------------- | ------------- |
| 2016 | Maxime Janvier | Stefanos Tsitsipas      | 6–4, 6–0      |
| 2015 | Damir Džumhur  | Daniel Muñoz de la Nava | 3–6, 6–3, 6–2 |

### Doppio
| Anno | Campioni                         | Finalisti                        | Punteggio |
| ---- | -------------------------------- | -------------------------------- | --------- |
| 2016 | Roman Jebavý Andrej Martin       | Dino Marcan Antonio Šančić       | 6–4, 6–2  |
| 2015 | Laurynas Grigelis Mohamed Safwat | Thiemo de Bakker Stephan Fransen | 6–4, 6–3  |